# Adio
Adio è un brano musicale del 2015 interpretato dal cantante montenegrino Knez e presentato all'Eurovision Song Contest 2015, dove si è classificato al tredicesimo posto.